# À votre bon cœur, mesdames
Pour plus de détails, voir Fiche technique et Distribution.
À votre bon cœur, mesdames est un film français réalisé par Jean-Pierre Mocky. Selon le réalisateur, il s'agit d'un hommage à Sacha Guitry.

## Synopsis
Christophe, septuagénaire récemment divorcé, cherche à se reconstruire. La quête d'une nouvelle compagne va lui faire redécouvrir les plaisirs de la vie et l'art de la séduction.

## Fiche technique
- Réalisation, scénario : Jean-Pierre Mocky
- Dialogues : André Ruellan
- Photographie : Jean-Paul Sergent
- Assistant réalisateur : Antoine Delelis
- Musique : Vladimir Cosma
- Affiche du film : Leo Kouper
- Production : Mocky Delicious Products
- Tournage : du 11 au 23 décembre 2011 à Paris
- Date de sortie : 4 décembre 2013 (DVD)

## Distribution
- Jean-Pierre Mocky : Christophe
- Sylvie Testud : Lolita
- Virginie Ledoyen : Lisa
- Arielle Dombasle : Aphrodite
- Elsa Zylberstein : Sœur Blandine
- Dominique Lavanant : Yvette
- Julie Ferrier : Pauline
- Rufus : Docteur Andreausse
- Patricia Barzyk : Mélissa
- Philippe Chevallier : Monsieur Peltaux
- Eriko Takeda : Takli
- Doudou Masta : Le marabout
- Jean Abeillé : Le maire
- Aurélia Poirier : Marie
- Emmanuel Nakach : Organisateur speed dating
- Freddy Bournane : Gérant sex-shop
- Noël Simsolo : Infirmier
- Michel Stobac : Grand-mère de Lolita
- Laurent Biras : Mari de Lisa
- Olivier Hémon : Charles-André
- Christian Chauvaud : le peintre raté
- Christophe Bier : un centurion